# 板垣優稀
板垣 優稀（いたがき ゆうき、1990年9月27日 - ）は、日本の男性声優。新潟県村上市生まれ、胎内市育ち。スリートゥリー所属。

## 人物
特技はシャウト、NBA選手の細かすぎて伝わらないモノマネ。趣味はカレー作り。
坊主頭の特徴的な風貌で、知らないヤンキーに頭を下げられたことがあるという。

## 出演
太字はメインキャラクター。

### テレビアニメ
2012年
- だから僕は、Hができない。（メルロー幹部、ガルダーブロウグ兵、キャスター）

2013年
- スパロウズホテル（男C）
- 八犬伝―東方八犬異聞―（村人）

2014年
- ストレンジ・プラス（誘拐犯A、不良B、パイロット、ナレーション、武史、客A、子分A） - 2シリーズ

2018年
- あっくんとカノジョ（荘圭太）

2019年
- 猫のニャッホ（ピカソ）

### ゲーム
- 忍道2 散華（2011年、兵士）　※DLC「鏡の化身」
- アルカディアの蒼き巫女（2015年、将軍アルヴィン）
- 猫のニャッホ 〜ニャ・ミゼラブル〜（2017年）
- LINE レヴァナントゲート（2017年）
- ファイトリーグ（2018年、クレイジー柔術家 ダイル）
- 新三國志（2018年、魏延、龐統、張梁[6]）
- イカロスM（2019年）
- LOST JUDGMENT：裁かれざる記憶（2021年）
- パネクロ（2022年、ヴィリオン）
- ダイイングライト2 ステイヒューマン（2022年）
- 龍が如く8（2024年、マッシュ・トロピコ 他[7]）

### 吹き替え

#### 映画
- アンデッド刑事〈デカ〉野獣捜査線（英語版）（テリー・ダウン〈キム・コーツ〉）
- インモータル 不死身の男（ジャファー 他）
- エクソダス 爆弾に取り憑かれた男（ポーランド語版）（マサ 他）
- Xibalba シバルバ/エイリアン・オブ・マヤ（ミラー）
- スティール・サンダー（ダクス〈キャサル・ペンドレッド（英語版）〉）
- SPOOKS スプークス/MI-5（英語版）（ウォレンダー議員）
- テリファー（マイク〈マット・マカリスター〉 他[8]）
- ニルスのふしぎな旅（スミッレ）
- ハード・ナイト・フォーリング（ヤンコ 他[9]）
- バレット・ヘッド（英語版）（飼育員、警官 他[10]）
- ファンタズムシリーズ
  - ファンタズムIII（英語版）（トールマン〈アンガス・スクリム〉 他）
  - ファンタズムV ザ・ファイナル（英語版）（トールマン/ジェバダイア・モーニングサイド〈アンガス・スクリム〉）
- ブレンダン・ブレイザーのエリートをぶっとばせ!（英語版）（ハーバード学生、ディレクター）
- マーシャル・ユニバース 炎都大戦（ユエ党首）
- マーメイド NYMPH（セルビア語版）（アレックス〈スロボダン・ステファノヴィッチ（セルビア語版）〉）
- ミッドナイト・スネーク 絡み合う毒牙[11]
- UNIT7 ユニット7/麻薬取締第七班（英語版）（刑事、水男、エイズ患者）
- レイジング・ドッグス（英語版）（熊男）
- ロビン・フッド ザ・ビギニング（ブリムストーン〈マーティン・フォード〉、ブロム〈ライアン・ウィンズリー〉）

#### アニメ
- 3匹のぶた&オオカミベビー（英語版）（悪いオオカミ）
- ターザン&ジェーン シーズン2　※Netflix版
- レゴ ニンジャゴー シーズン12:侵略のAI編[12]

### ラジオ
- link up 790（2018年 - 2019年、FM PORT）パーソナリティ

### ナレーション
- ハーフタイム（2013年、TOKYO MX）
- こちら9ch!（TOKYO MX） - キャスター・メイヨ 役
- みんなで!ニコリッチ（TOKYO MX）
- じゃない方の本格カレー（2023年、BSフジ）

### 舞台
- 大塚ドリームSHOW 第5回オンライン公演「まっくらさん」（2020年9月13日・20日・27日・10月4日、オンライン公演）　※Cチームに出演[13]

### その他コンテンツ
- RPGツクールMV RPGボイス素材集（2019年、戦士、敵ボス（男））